# 사랑해 (이현도의 노래)
〈사랑해〉는 힙합 듀오 듀스 출신 이현도의 첫 번째 싱글 음반이다. 봄여름가을겨울의 2집에 수록된 "사랑해"를 하우스버전과 힙합버전 등 두 가지 버전으로 샘플링한 곡이다. DEUXIST들에 대한 사랑을 표현한 곡이다. 특이하게 테이프에만 "사랑해 (D.O Original Version)"Instrumental이 보너스트랙으로 수록되어 있다.